# 殳姓
殳姓（古音：sru；反切：市朱切）是中文姓氏之一，在《百家姓》中排第362位。现今為极罕见的姓氏。

## 起源
殳姓有两种来源：
1. 出自姜姓，以名为氏。据《路史·氏族略·以名为氏》炎帝神农氏的孙子伯陵和有夫之妇阿女缘妇私通，并生下三个儿子。其第三子名叫殳，是箭靶的发明者，其后代有以祖先名为姓氏的。
2. 以兵器名称为姓氏。《姓氏考略》记载，古代有一种竹制兵器名为殳，有人以其名为姓。

## 郡望
- 武功郡：北魏时设，在今陕西宝鸡东部。

## 延伸阅读
[在维基数据编辑]
 《百家姓》
 《欽定古今圖書集成·明倫彙編·氏族典·殳姓部》，出自陈梦雷《古今圖書集成》